# Hunt Brothers Pizza
Hunt Brothers Pizza ist eine amerikanische Lebensmittelkette, die vor allem in Convenienceshops, Tankstellen, Sportstadien und Schulen verkauft. Sie hat mehr als 7800 Filialen in 30 Bundesstaaten im Westen der Vereinigten Staaten sowie auf den Militärbasen der USA weltweit.

## Geschichte

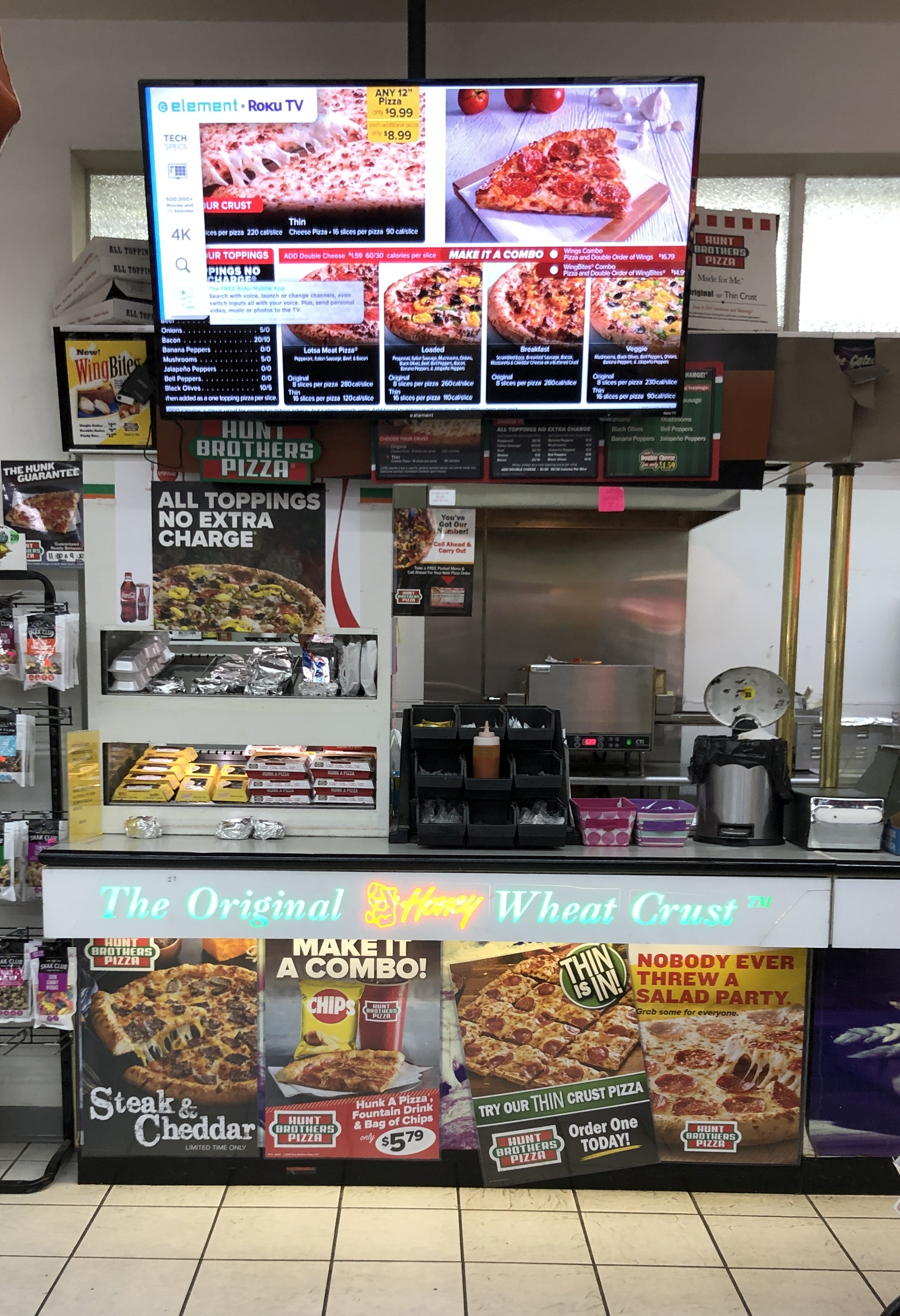
Eine Hunt Brothers Pizza in einem Conveniencestore in White, Georgia

Hunt Brothers Pizza wurde 1991 gegründet und hat seinen Sitz in Nashville, Tennessee. Sie geht zurück auf einen lokalen Lebensmittelgroßhandel namens Pepe's Pizza, der 1962 in Evansville, Indiana, von Don, Lonnie, Jim und Charlie Hunt gegründet wurde. Sie verkauften vorgebackene Pizzaböden und vorbereiteten Pizzabelag für Restaurants, Tavernen, Bowlingbahnen und Autokinos. 1994 hatte die Marke 750 Standorte. 2015 hatte das Unternehmen eine Partnerschaft mit dem Army and Air Force Exchange Service, um fünf Filialen in Militärbasen in Deutschland zu betreiben.

## Corporate
Hunt Brothers Pizza ist für Conveniencstores entwickelt. Sie müssen keine Franchise-, Lizenz- oder Werbegebühren zahlen.